# Zhang Wo

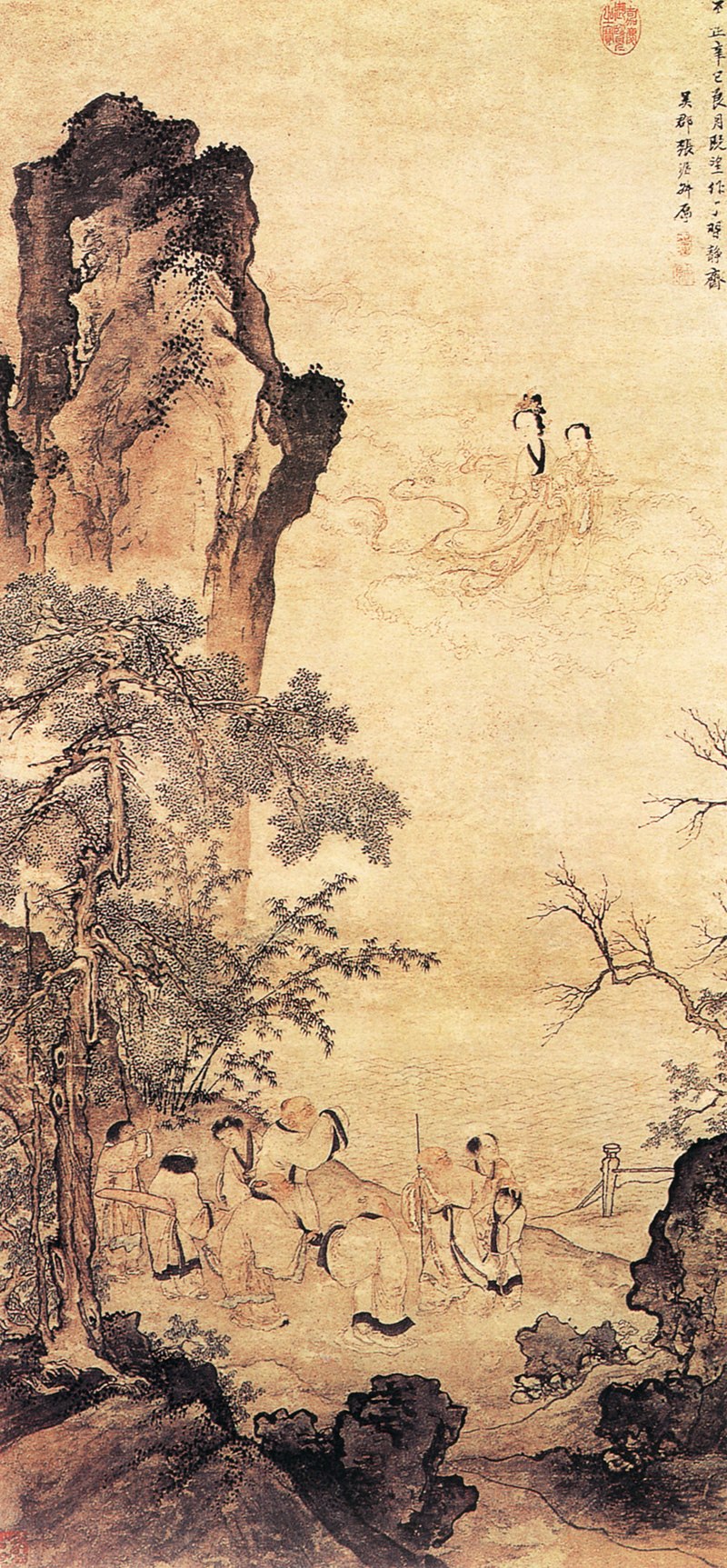
Celebració a l'estany de Jade, Museu Nacional del Palau, Taipei

Zhang Wo (xinès simplificat: 张渥; xinès tradicional: 張渥; pinyin: Zhāng Wò), conegut també com a Shu Hou, fou un pintor xinès que va viure sota la dinastia Yuan. No es coneixen les dates exactes del seu naixement i de la seva mort. Era oriünd de Hangzhou, província de Zhejiang. No va tenir èxit en els seus exàmens per ingressar en l'administració. Va ser un pintor especialitzat en figures humanes. El seu estil estava influenciat pel de Li Gonglin. Les seves pintures mostren una qualitat intel·lectual. Entre les seves obres destaca Celebracions Celestials.